# Qualia
 Der er for få eller ingen kildehenvisninger i denne artikel, hvilket er et problem. Du kan hjælpe ved at angive troværdige kilder til de påstande, som fremføres i artiklen.

Qualia (af latin: "hvad slags", ental: quale (IFA: [ˈkwɑːle])) kan mest enkelt defineres som hvordan det føles at have en oplevelse. Udtrykket "quale" findes i Max Schelers Der formalismus in der Ethik und die Materiale Werteethik fra 1921. Begrebet blev introduceret på engelsk af den amerikanske filosof Clarence Lewis i 1929. Begrebet diskuteres ofte i forbindelse med sjæl-legeme problemet
Musik kan rent fysisk beskrives som bølger, men oplevelsen af selve stimulansen vi kalder musik er en quale. Vi kan beskrive lys som elektromagnetisk stråling som rammer nethinden og omdannes til impulser som hjernen tolker som f.eks. farven rød. Men selve oplevelsen af farven rød er en quale.
Det er vanskelig at benægte at vi har oplevelser, men alligevel diskuteres det heftigt inden for bevidsthedsfilosofien hvad qualias egentlige natur er, og om de eksisterer uafhængigt af det fysiske?
Iblandt nutidige filosoffer benægter Daniel Dennett eksistensen af qualia. David Chalmers bekræfter den.